# بومونت دو لاك
بومونت دو لاك (بالفرنسية: Beaumont-du-Lac)‏ هي بلدية في مقاطعة فيين العليا في منطقة أقطانية الجديدة غرب فرنسا.